# Adrymes
Adrymes (altgriechisch Ἀδρύμης Adrýmēs) ist eine Person der griechischen Mythologie.
Er ist einzig durch einen Eintrag im Lexikon des spätantiken Grammatikers Stephanos von Byzanz bekannt, wo er als eponymer Gründer der libyschen Stadt Adrymes genannt wird.